# Escola Estadual Carlos Gomes
A Escola Estadual Carlos Gomes é uma escola estadual situada no Centro do município de Campinas.

## História
A escola foi originalmente criada como Escola Complementar de Campinas pela Lei 861, de 14 de dezembro de 1902 e inaugurada em 13 de maio do ano seguinte, funcionando originalmente em dois prédios na cruzamento das ruas Francisco Glicério e 13 de Maio. Em 1911, sua denominação passou a Escola Normal Primária; em 1920, a Escola Normal de Campinas. Recebeu o nome de Carlos Gomes em 1936, ano do centenário do nascimento do ilustre compositor de ópera campineiro. Sua denominação foi mudada várias vezes depois: em 1942, passou a Escola Normal e Ginásio Estadual Carlos Gomes; em 1951, Instituto de Educação Carlos  Gomes, nome que permaneceu até 1976, quando passou a Escola Estadual de Primeiro e Segundo Graus Carlos Gomes. Sua atual denominação foi dada em 1998. 

## O Prédio
Fachada frontal da E.E. Carlos Gomes, vista a partir da Avenida Anchieta.
O prédio, em estilo eclético, foi projetado pelo arquiteto César Marchisio, discípulo de Ramos de Azevedo, com a simbologia típica das construções escolares da época da República Velha. Na construção foram empregados ladrilhos importados, vitrais e pinturas do artista ítalo-brasileiro Carlo De Servi. A inauguração ocorreu em 14 de abril de 1924.
Inicialmente, a instituição era formada por dois prédios no cruzamento das ruas Francisco Glicério e Treze de Maio.

## Tombamento
O prédio foi tombado pelo Condephaat (Conselho de Defesa do Patrimônio Histórico, Arqueológico, Artístico e Turístico), órgão estadual, através do Processo nº 21.822/81, concluído pela Resolução nº 57 de 13 de maio de 1982.

## Restauração
A Fundação para o Desenvolvimento da Educação anunciou em 2013 uma licitação para o restauro do prédio do Colégio Carlos Gomes, compreendendo os forros, os pisos, os banheiros e as instalações elétricas e hidráulicas, época na qual os estudantes deram um abraço coletivo no prédio em protesto contra as condições de manutenção do prédio, que estava com problemas no piso de madeira e no telhado.

## Galeria

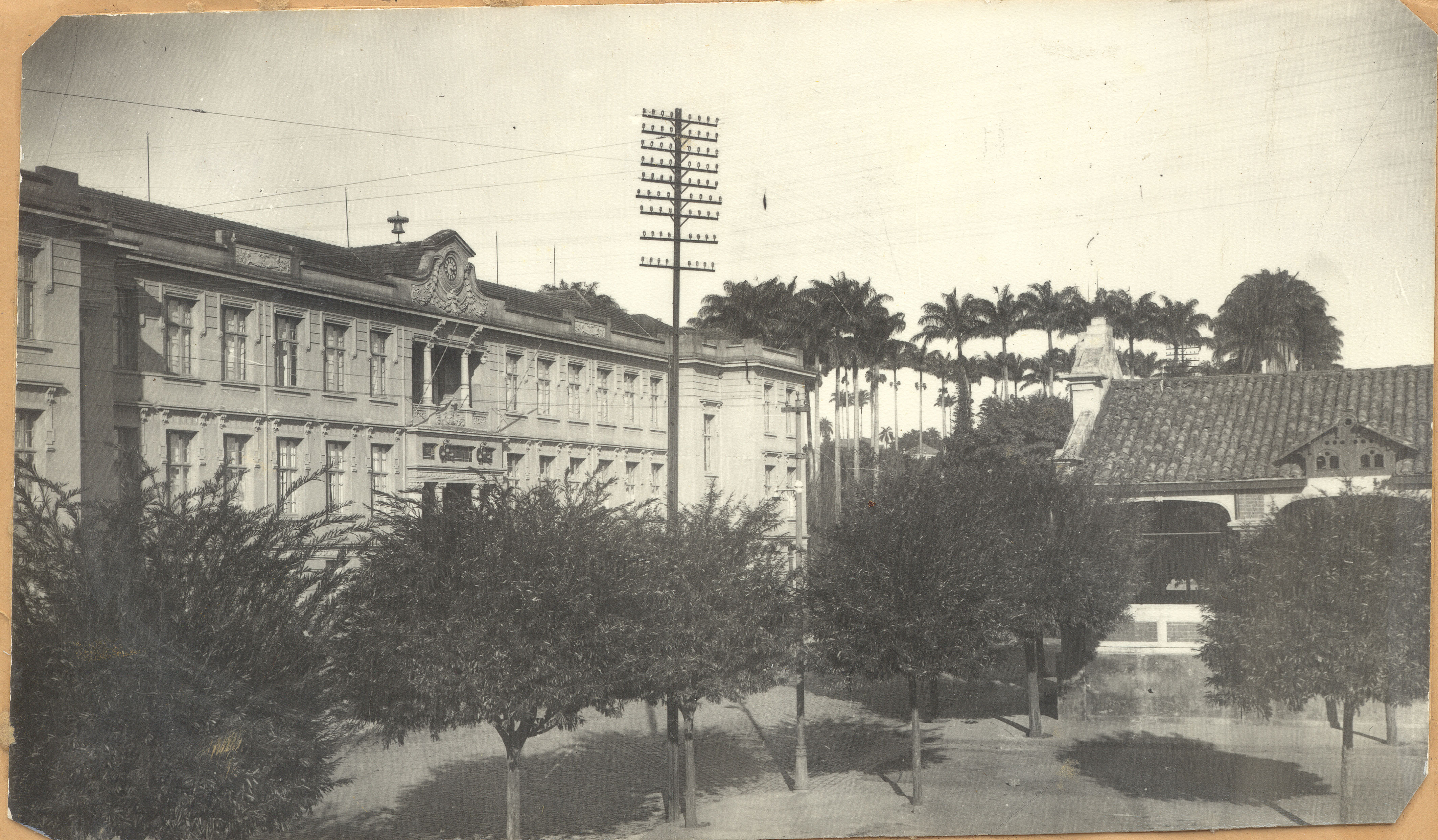
em 1930
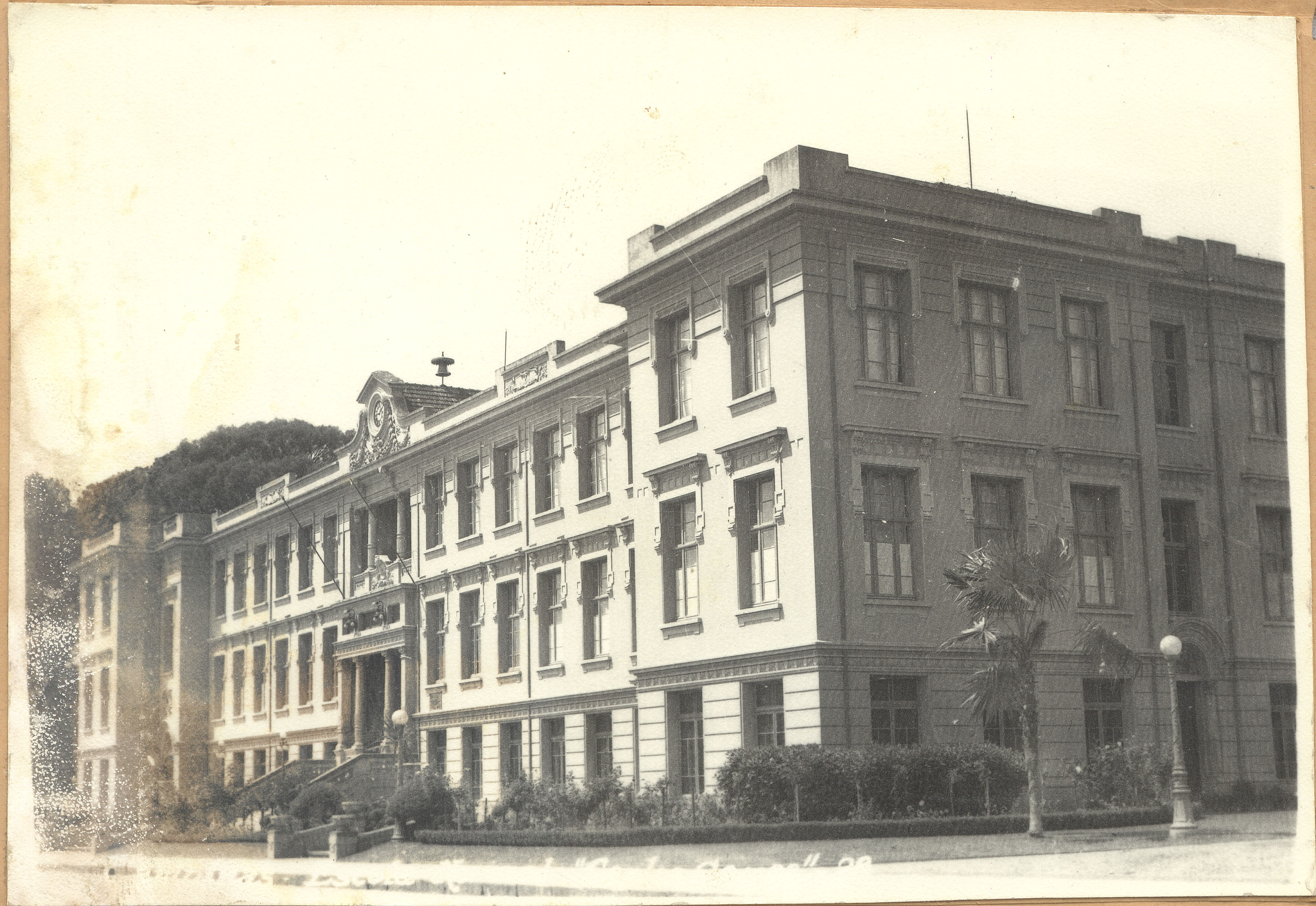
na década de 1940
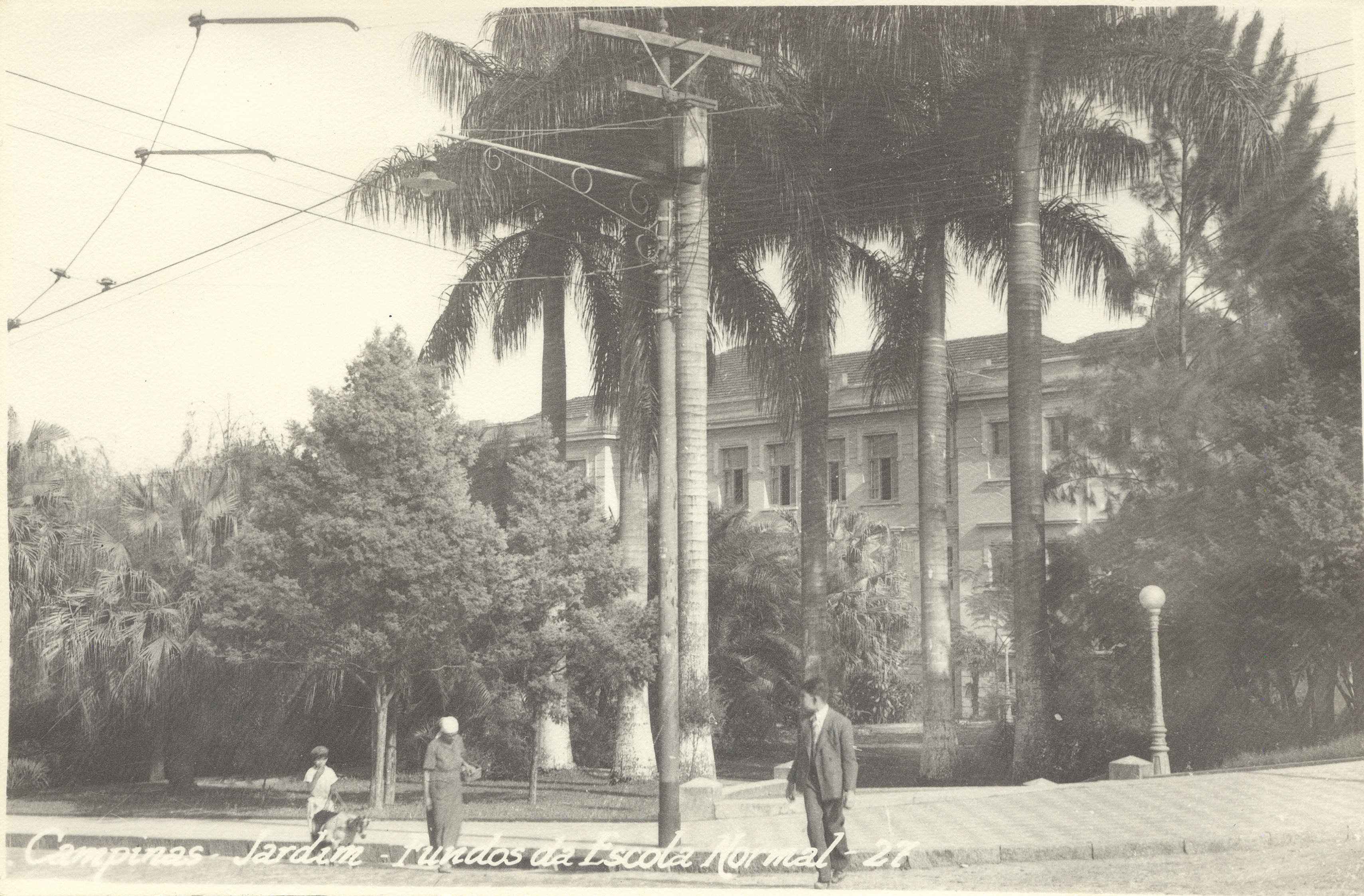
na década de 1940
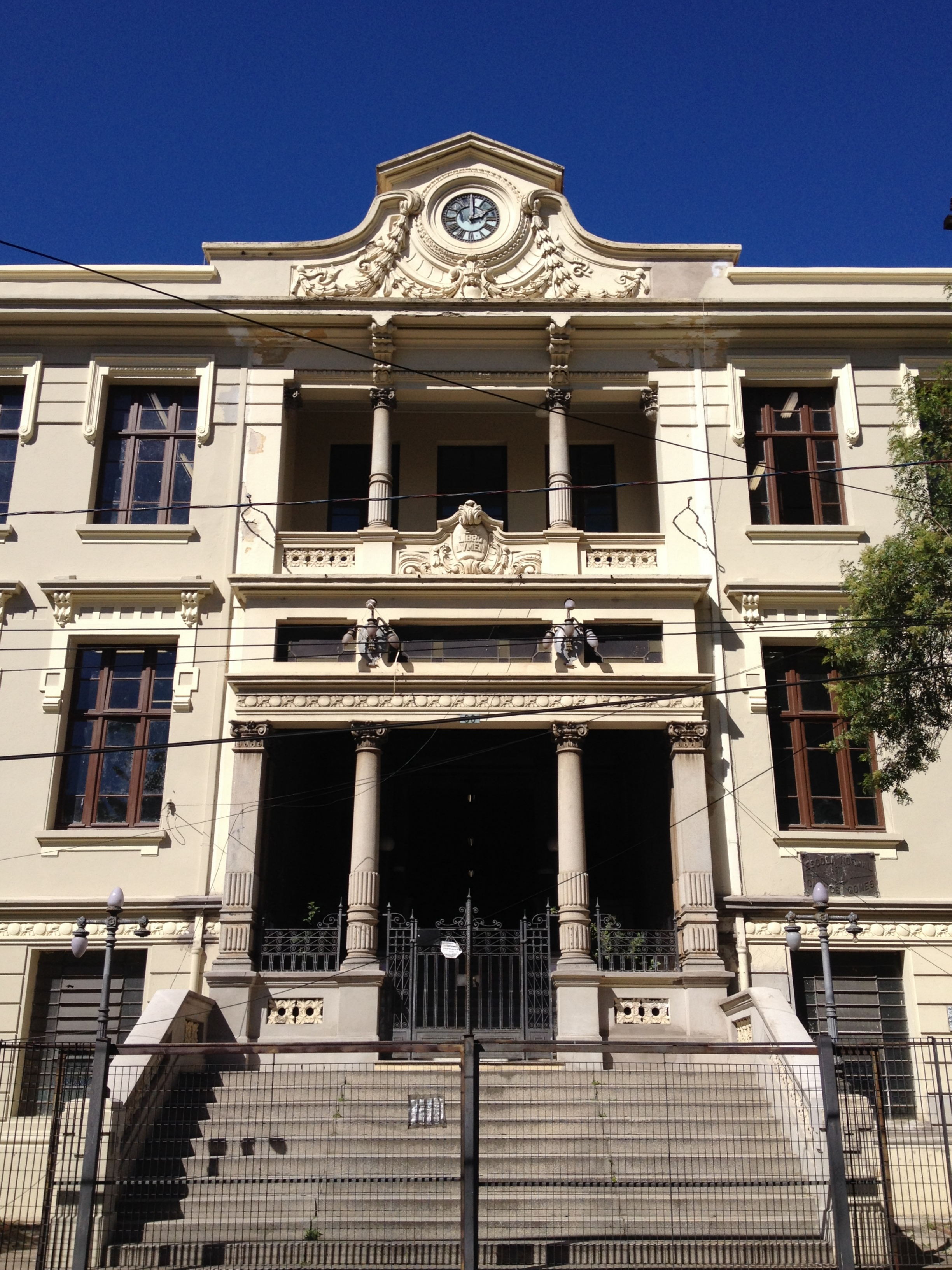
Detalhes da fachada
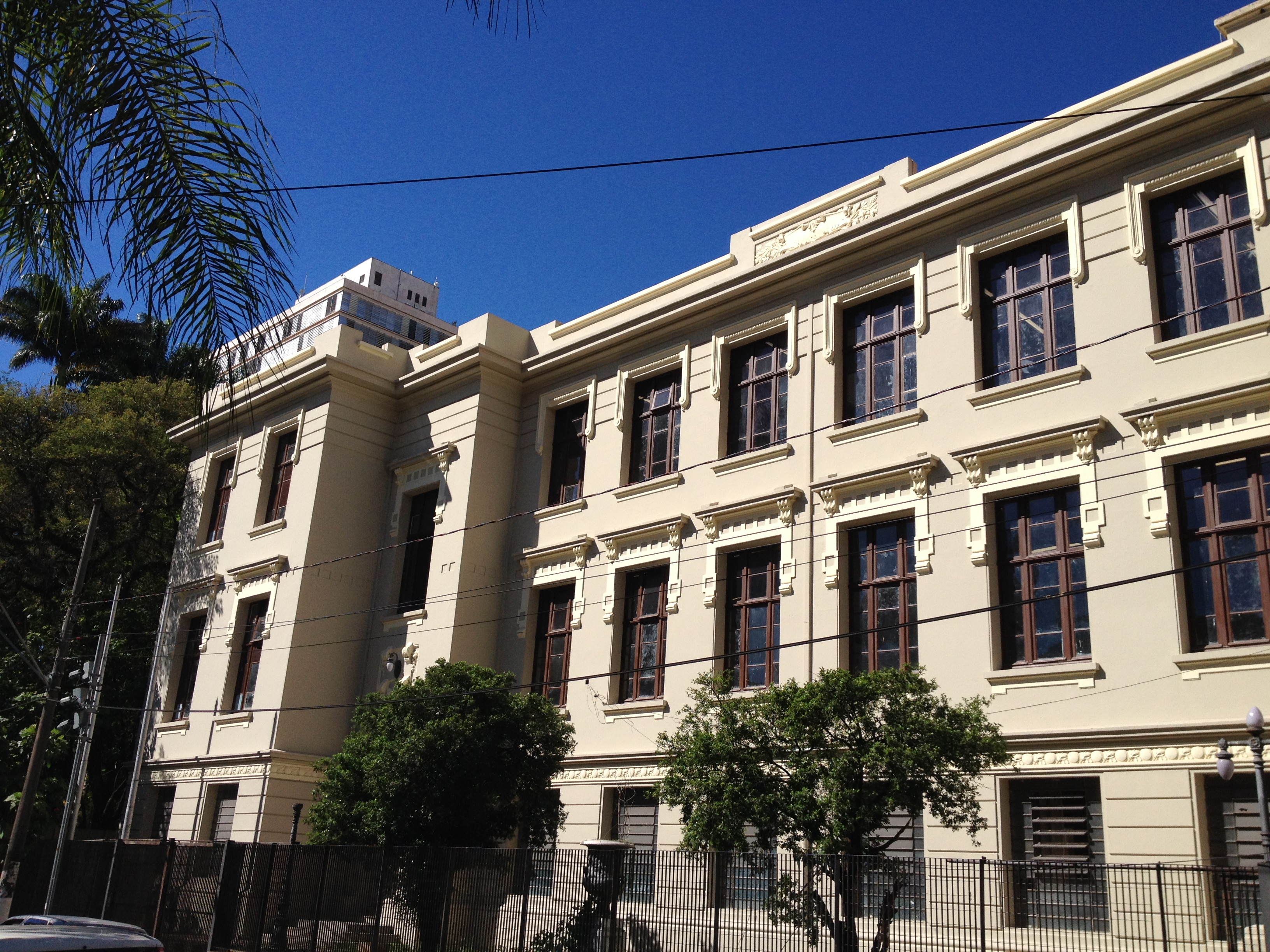
Lado esquerdo
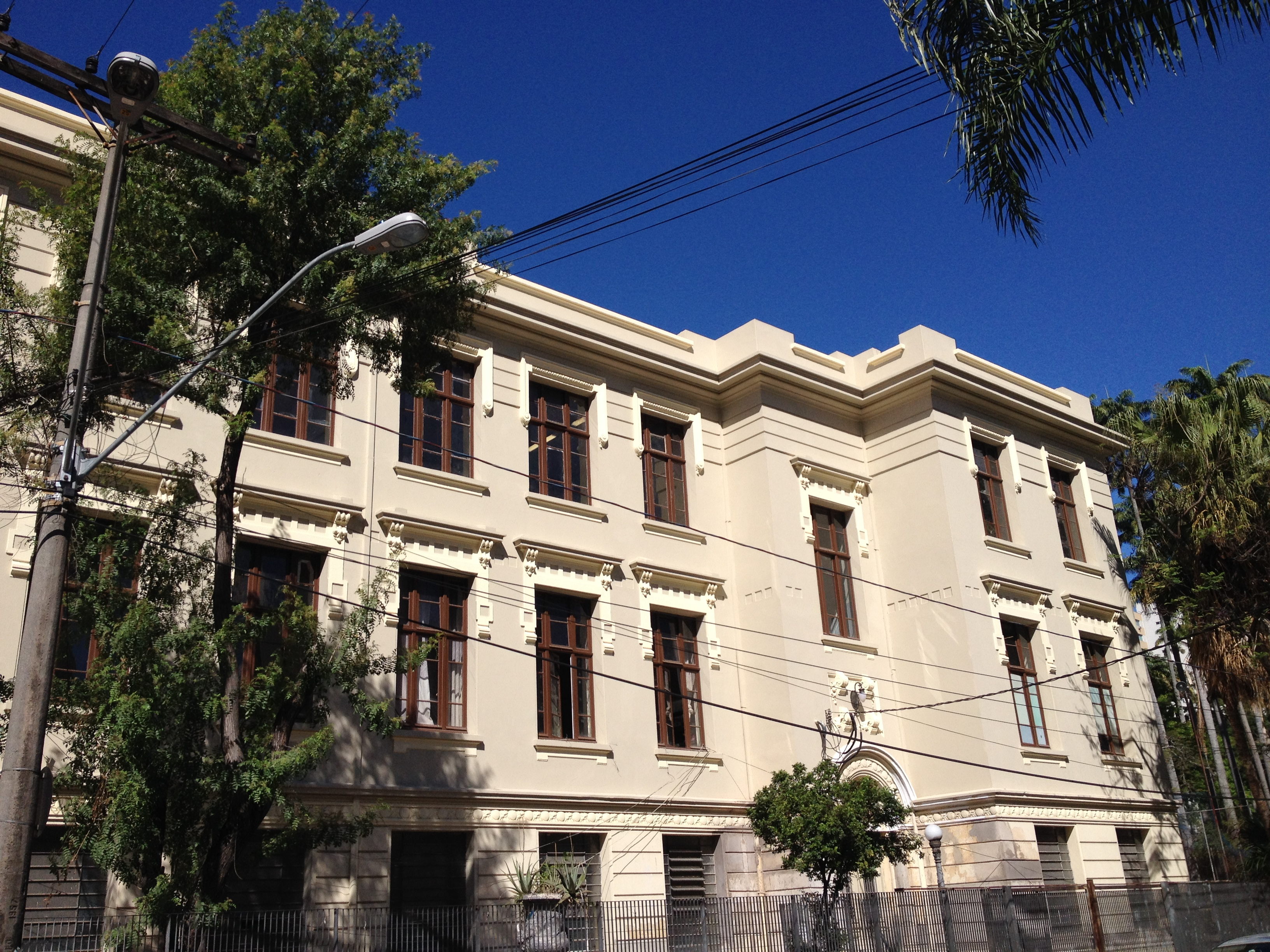
Lado direito
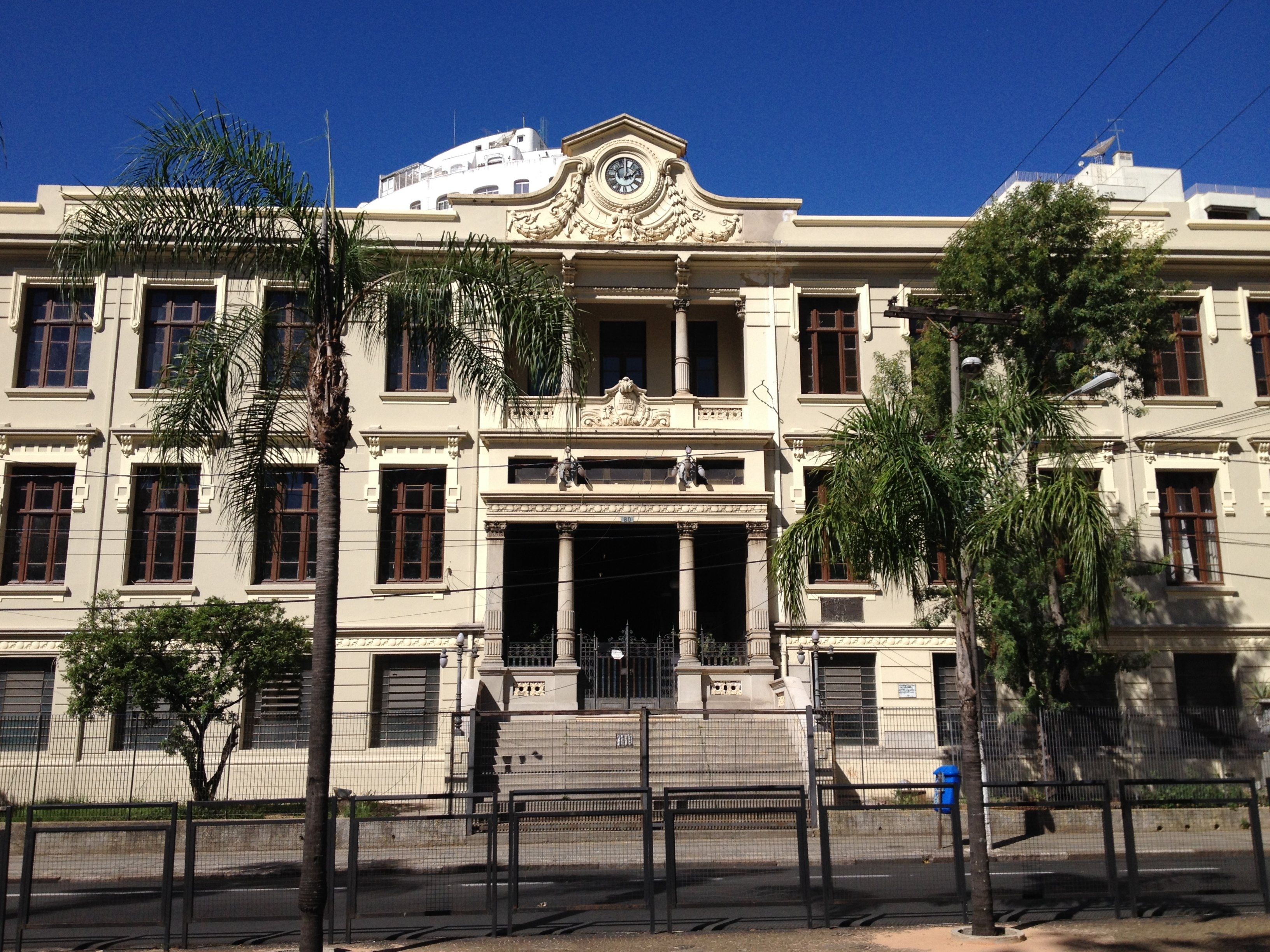
Frente vista à distância
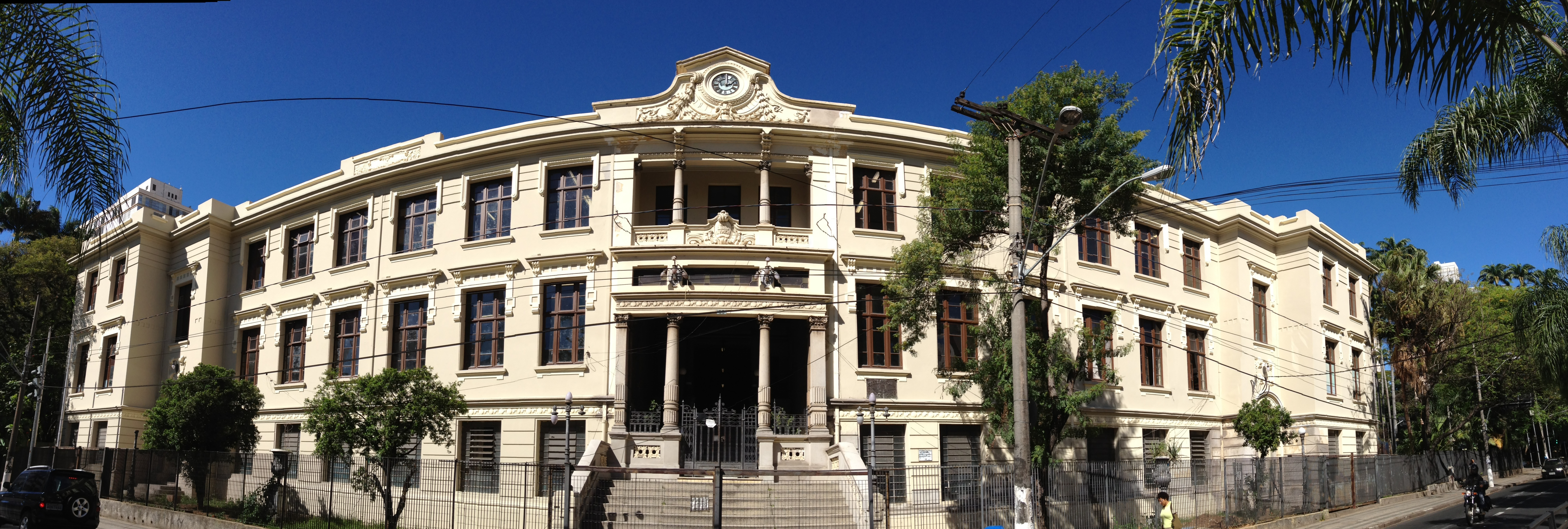
Visão panorâmica da fachada da escola, a partir da Avenida Anchieta